# Gokurakugai
Gokurakugai (極楽街? lett. "Quartiere paradisiaco") è un manga scritto e disegnato da Yuto Sano. Viene serializzato sulla rivista di manga shōnen Jump Square di Shūeisha dal 4 luglio 2022. I capitoli vengono raccolti in volumi tankōbon a partire dal 4 novembre 2022.

## Trama
Tao e Alma lavorano come mediatori presso un'agenzia di "risoluzione dei problemi" a Gokurakugai, un quartiere popolare abitato da umani e uomini bestia. Il duo si occupa di lavori particolari, come casi di persone scomparse e recupero di prove incriminanti per uomini d'affari. L'inquietudine in città cresce con l'aumento delle sparizioni e il ritrovamento di cadaveri di animali sfigurati. Mentre indagano sulle sparizioni, il duo viene attaccato dai Maga o Bestie del Disastro (禍? lett. "Disastri"), mostri che un tempo erano umani. I casi del duo continuano a esplorare il lato oscuro e nascosto della città.

## Pubblicazione
Il manga, scritto e disegnato da Yuto Sano, è stato preceduto da un capitolo one-shot, intitolato Gokurakugai - Il caso della terza strada (極楽街三番通の件?, Gokurakugai sanban-doori no ken, lett. "Incidente sulla terza strada del quartiere paradisiaco"), pubblicato sulla rivista shōnen Jump SQ Rise di Shūeisha il 27 gennaio 2020. La serializzazione è iniziata su Jump Square di Shūeisha il 4 luglio 2022. I capitoli vengono raccolti in volumi tankōbon a partire dal 4 novembre 2022. Al 2 maggio 2025 sono stati pubblicati 5 volumi.
In Italia la serie è stata annunciata al Lucca Comics & Games 2023 da Panini Comics nella collana Japan che lo pubblica sotto l'etichetta Planet Manga a partire dal 31 ottobre 2024.
La serie viene distribuita anche negli Stati Uniti da Viz Media, in Francia da Pika Édition e in Polonia da Studio JG.

### Volumi
| 1 | 4 novembre 2022 | ISBN 978-4-08-882740-7 | 31 ottobre 2024   | ISBN 978-88-287-9816-3 (ed. regolare) ISBN 978-88-287-9818-7 (ed. variant) ISBN 978-88-287-9819-4 (ed. variant) ISBN 978-88-287-9820-0 (ed. variant) |
| 1 | Capitoli - 1. I mediatori di Gokurakugai (極楽街の解決屋?, Gokurakugai no kaiketsu-ya) - 2. La tana (ホーム?, Hōmu) - 3. Pagliuzza corta (ハズレ?, Hazure) |                        |                   | |
| 2 | 4 aprile 2023 | ISBN 978-4-08-883462-7 | 6 febbraio 2025   | ISBN 979-12-21910-84-1 (ed. regolare) ISBN 979-12-21911-11-4 (ed. variant)                                                                           |
| 2 | Capitoli - 4. Beata ignoranza (知らぬが仏?, Shiranu ga hotoke) - 5. Nei, il prodigio (寧馨児?, Nei kōji) - 6. Il sogno della ragazza (少女の憧憬?, Shōjo no dōkei) - Capitolo Extra. Rilassarsi tra un incarico e l'altro (忙中有閑?, Bōchū yūkan) - One-shot. Gokurakugai - Il caso della terza strada (極楽街三番通の件?, Gokurakugai sanban-doori no kudan) |                        |                   | |
| 3 | 4 dicembre 2023 | ISBN 978-4-08-883725-3 | 13 marzo 2025     | ISBN 979-12-21913-68-2 |
| 3 | Capitoli - 7. Lamento (呻吟?, Shingin) - 8. Incontro casuale e perdita di controllo (遭逢と暴走?, Sōhō to bōsō) - 9. Chi ha realizzato il mio desiderio (叶えてくれた人?, Kanaete kureta hito) - 10. Salvezza (救い?, Sukui) - 11. Il beone (飲兵衛?, Nonbee) - 12. Ribollire di rabbia (怒髪衝天?, Dohatsu shōten) - 13. Ritrovarsi (再会?, Saikai) |                        |                   | |
| 4 | 4 settembre 2024 | ISBN 978-4-08-884042-0 | 8 maggio 2025     | ISBN 979-12-21921-28-1 |
| 4 | Capitoli - 14. La conoscenza è sofferenza (知るが煩悩?, Shiru ga bon'nō) - 15. Esitare (逡巡?, Shunjun) - 16. Una serie di difficoltà (多事多難?, Tasatsu tanan) - 17. Una fidanzata dolce e carina (キュートな彼女?, Kyūtona kanojo) - 18. Problemi con le donne (女難?, Jonan) - 19. Un amore estremamente malato (重度な恋情?, Jūdona renjō) - Capitolo Extra. Proviamo a dare un'occhiata dentro la testa di Tao! (アルマも知らないタオの頭の中を覗いてみよ?, Aruma mo shiranai Tao no atama no naka o nozoite mi yo) |                        |                   | |
| 5 | 2 maggio 2025 | ISBN 978-4-08-884290-5 | 11 settembre 2025 | ISBN 979-12-21927-97-9 |
| 5 | Capitoli - 20. (愛を喰らえ!?, Ai wo kurae!) - 21. (家族?, Kazoku) - 22. (とある屋敷の連続不審死事件?, To aru yashiki no renzoku fushinshi jiken) - 23. (仇?, Kyū) - 24. (どうして?, Dōshite) - 25. (縁由?, En'yu) |                        |                   | |

#### Capitoli non ancora in formatotankōbon
Questa lista è suscettibile di variazioni e potrebbe essere incompleta o non aggiornata.

## Accoglienza
La serie si è classificata al nono posto nel Next Manga Award del 2023 nella categoria manga cartacei. Si è piazzata al decimo posto nel settimo Tsutaya Comic Award del 2023. Si è classificata al quinto posto nella lista dei fumetti consigliati dai dipendenti della libreria Nationwide Bookstore del 2024. Si è classificata al settimo posto nel sondaggio "Manga che vorremmo vedere animati" di AnimeJapan del 2025.
In Nord America, il primo volume si è classificato al 20° posto nella classifica mensile dei 20 migliori graphic novel per adulti di Circana BookScan dell'aprile 2024.